# Fed Cup 2011 – blok B 1. skupiny Americké zóny
Blok B 1. skupiny Americké zóny Fed Cupu 2011 představoval jednu ze dvou podskupin 1. skupiny. Hrálo se mezi 2. až 5. únorem v areálu Tenis Clubu Argentino v Buenos Aires venku na antuce. 
Čtyři týmy se utkaly ve vzájemných zápasech. Vítěz sehrál zápas s vítězem bloku A o účast v baráži Světové skupiny II pro rok 2012. Družstva, která se umístila na třetím a čtvrtém místě nastoupila k utkáním proti stejně umístěným týmům v bloku A a poražení sestoupili do 2. skupiny Americké zóny pro rok 2012. Třetí ze skupiny B se utkal se čtvrtým ze skupiny A a naopak. 

## Blok B
|    |          | Kolumbie | Brazílie | Chile | Mexiko | Zápasy V/P | Sety V/P | Hry V/P | Pořadí |
| 22 | Kolumbie |          | 2–1      | 3–0   | 3–0    | 3–0        | 16–4     | 113–74  | 1      |
| 36 | Brazílie | 1–2      |          | 2–1   | 3–0    | 2–1        | 13–6     | 98–74   | 2      |
| 42 | Chile    | 0–3      | 1–2      |       | 2–1    | 1–2        | 6–13     | 87–97   | 3      |
| 49 | Mexiko   | 0–3      | 0–3      | 1–2   |        | 0–3        | 4–16     | 59–112  | 4      |

## Zápasy

### Kolumbie vs. Mexiko
| | Kolumbie | 3 :                                                                             | 0   | Mexiko |     |  |
| --- | -------- | ------------------------------------------------------------------------------- | --- | ------ | --- |  |
| Tennis Club de Argentino, Buenos Aires, Argentina 2. února 2011 antuka (venku) |          |                                                                                 |     |        |     |  |
| \| \| \| \| 1. \| 2. \| 3. \| \| \| -- \| \| ------------------------------------------------------------------------------- \| --- \| --- \| --- \| \| \| 1. \| \| Catalina Castañová Nazari Urbinová \| 6 1 \| 6 3 \| \| \| \| 2. \| \| Mariana Duqueová Mariñová Ximena Hermosová \| 4 6 \| 6 0 \| 6 3 \| \| \| 3. \| \| Karen Castiblancová / Mariana Duqueová Mariñová Lalia Abdalová / Nadia Abdalová \| 3 6 \| 6 3 \| 6 2 \| \| \| \| \| \| \| \| \| \| \| \| \| \| \| \| \| \| \| \| \| \| \| \| \| \| \| \| \| \| \| \| \| \| \| \| \| \| \| \| \| \| |          |                                                                                 |     |        |     |  |
| |          |                                                                                 | 1.  | 2.     | 3.  |  |
| 1. |          | Catalina Castañová Nazari Urbinová                                              | 6 1 | 6 3    |     |  |
| 2. |          | Mariana Duqueová Mariñová Ximena Hermosová                                      | 4 6 | 6 0    | 6 3 |  |
| 3. |          | Karen Castiblancová / Mariana Duqueová Mariñová Lalia Abdalová / Nadia Abdalová | 3 6 | 6 3    | 6 2 |  |
| |          |                                                                                 |     |        |     |  |
| |          |                                                                                 |     |        |     |  |
| |          |                                                                                 |     |        |     |  |
| |          |                                                                                 |     |        |     |  |
| |          |                                                                                 |     |        |     |  |

### Brazílie vs. Chile
| | Brazílie | 2 :                                                                                       | 1   | Chile |     |  |
| --- | -------- | ----------------------------------------------------------------------------------------- | --- | ----- | --- |  |
| Tennis Club de Argentino, Buenos Aires, Argentina 2. února 2011 antuka (venku) |          |                                                                                           |     |       |     |  |
| \| \| \| \| 1. \| 2. \| 3. \| \| \| -- \| \| ----------------------------------------------------------------------------------------- \| --- \| --- \| --- \| \| \| 1. \| \| Roxane Vaisembergová Andrea Koch-Benvenuto \| 7 5 \| 7 5 \| \| \| \| 2. \| \| Ana-Clara Duarteová Camila Silvaová \| 7 5 \| 6 1 \| \| \| \| 3. \| \| Maria Fernanda Alvesová / Teliana Pereiraová Andrea Kochová-Benvenutová / Camila Silvaová \| 6 1 \| 1 6 \| 2 6 \| \| \| \| \| \| \| \| \| \| \| \| \| \| \| \| \| \| \| \| \| \| \| \| \| \| \| \| \| \| \| \| \| \| \| \| \| \| \| \| \| \| |          |                                                                                           |     |       |     |  |
| |          |                                                                                           | 1.  | 2.    | 3.  |  |
| 1. |          | Roxane Vaisembergová Andrea Koch-Benvenuto                                                | 7 5 | 7 5   |     |  |
| 2. |          | Ana-Clara Duarteová Camila Silvaová                                                       | 7 5 | 6 1   |     |  |
| 3. |          | Maria Fernanda Alvesová / Teliana Pereiraová Andrea Kochová-Benvenutová / Camila Silvaová | 6 1 | 1 6   | 2 6 |  |
| |          |                                                                                           |     |       |     |  |
| |          |                                                                                           |     |       |     |  |
| |          |                                                                                           |     |       |     |  |
| |          |                                                                                           |     |       |     |  |
| |          |                                                                                           |     |       |     |  |

### Kolumbie vs. Chile
| | Kolumbie | 3 :                                                                              | 0   | Chile |    |  |
| --- | -------- | -------------------------------------------------------------------------------- | --- | ----- | -- |  |
| Tennis Club de Argentino, Buenos Aires, Argentina 3. února 2011 antuka (venku) |          |                                                                                  |     |       |    |  |
| \| \| \| \| 1. \| 2. \| 3. \| \| \| -- \| \| -------------------------------------------------------------------------------- \| --- \| ---- \| -- \| \| \| 1. \| \| Catalina Castañová Andrea Kochová-Benvenutová \| 6 4 \| 7 65 \| \| \| \| 2. \| \| Mariana Duqueová Mariñová Camila Silvaová \| 6 3 \| 6 3 \| \| \| \| 3. \| \| Karen Castiblancová / Mariana Duqueová Mariñová Fernanda Brito / Camila Silvaová \| 6 4 \| 6 4 \| \| \| \| \| \| \| \| \| \| \| \| \| \| \| \| \| \| \| \| \| \| \| \| \| \| \| \| \| \| \| \| \| \| \| \| \| \| \| \| \| \| \| |          |                                                                                  |     |       |    |  |
| |          |                                                                                  | 1.  | 2.    | 3. |  |
| 1. |          | Catalina Castañová Andrea Kochová-Benvenutová                                    | 6 4 | 7 65  |    |  |
| 2. |          | Mariana Duqueová Mariñová Camila Silvaová                                        | 6 3 | 6 3   |    |  |
| 3. |          | Karen Castiblancová / Mariana Duqueová Mariñová Fernanda Brito / Camila Silvaová | 6 4 | 6 4   |    |  |
| |          |                                                                                  |     |       |    |  |
| |          |                                                                                  |     |       |    |  |
| |          |                                                                                  |     |       |    |  |
| |          |                                                                                  |     |       |    |  |
| |          |                                                                                  |     |       |    |  |

### Brazílie vs. Mexiko
| | Brazílie | 3 :                                                                      | 0   | Mexiko |    |  |
| --- | -------- | ------------------------------------------------------------------------ | --- | ------ | -- |  |
| Tennis Club de Argentino, Buenos Aires, Argentina 2. února 2011 antuka (venku) |          |                                                                          |     |        |    |  |
| \| \| \| \| 1. \| 2. \| 3. \| \| \| -- \| \| ------------------------------------------------------------------------ \| --- \| --- \| -- \| \| \| 1. \| \| Maria-Fernanda Alvesová Nazari Urbinová \| 6 3 \| 6 3 \| \| \| \| 2. \| \| Ana-Clara Duarteová Ximena Hermosová \| 6 0 \| 6 3 \| \| \| \| 3. \| \| Roxane Vaisembergová / Teliana Pereirová Lalia Abdalová / Nadia Abdalová \| 6 1 \| 6 1 \| \| \| \| \| \| \| \| \| \| \| \| \| \| \| \| \| \| \| \| \| \| \| \| \| \| \| \| \| \| \| \| \| \| \| \| \| \| \| \| \| \| \| |          |                                                                          |     |        |    |  |
| |          |                                                                          | 1.  | 2.     | 3. |  |
| 1. |          | Maria-Fernanda Alvesová Nazari Urbinová                                  | 6 3 | 6 3    |    |  |
| 2. |          | Ana-Clara Duarteová Ximena Hermosová                                     | 6 0 | 6 3    |    |  |
| 3. |          | Roxane Vaisembergová / Teliana Pereirová Lalia Abdalová / Nadia Abdalová | 6 1 | 6 1    |    |  |
| |          |                                                                          |     |        |    |  |
| |          |                                                                          |     |        |    |  |
| |          |                                                                          |     |        |    |  |
| |          |                                                                          |     |        |    |  |
| |          |                                                                          |     |        |    |  |

### Kolumbie vs. Brazílie
| | Kolumbie | 2 :                                                                                 | 1   | Brazílie |    |  |
| --- | -------- | ----------------------------------------------------------------------------------- | --- | -------- | -- |  |
| Tennis Club de Argentino, Buenos Aires, Argentina 4. února 2011 antuka (venku) |          |                                                                                     |     |          |    |  |
| \| \| \| \| 1. \| 2. \| 3. \| \| \| -- \| \| ----------------------------------------------------------------------------------- \| --- \| ---- \| -- \| \| \| 1. \| \| Catalina Castaño Maria-Fernanda Alves \| 6 0 \| 7 65 \| \| \| \| 2. \| \| Mariana Duqueová Mariñová Ana-Clara Duarteová \| 4 6 \| 4 6 \| \| \| \| 3. \| \| Catalina Castañová / Karen Castiblancová Ana-Clara Duarteová / Roxane Vaisembergová \| 6 3 \| 7 5 \| \| \| \| \| \| \| \| \| \| \| \| \| \| \| \| \| \| \| \| \| \| \| \| \| \| \| \| \| \| \| \| \| \| \| \| \| \| \| \| \| \| \| |          |                                                                                     |     |          |    |  |
| |          |                                                                                     | 1.  | 2.       | 3. |  |
| 1. |          | Catalina Castaño Maria-Fernanda Alves                                               | 6 0 | 7 65     |    |  |
| 2. |          | Mariana Duqueová Mariñová Ana-Clara Duarteová                                       | 4 6 | 4 6      |    |  |
| 3. |          | Catalina Castañová / Karen Castiblancová Ana-Clara Duarteová / Roxane Vaisembergová | 6 3 | 7 5      |    |  |
| |          |                                                                                     |     |          |    |  |
| |          |                                                                                     |     |          |    |  |
| |          |                                                                                     |     |          |    |  |
| |          |                                                                                     |     |          |    |  |
| |          |                                                                                     |     |          |    |  |

### Chile vs. Mexiko
| | Chile | 2 :                                                                          | 1    | Mexiko |    |  |
| --- | ----- | ---------------------------------------------------------------------------- | ---- | ------ | -- |  |
| Tennis Club de Argentino, Buenos Aires, Argentina 4. února 2011 antuka (venku) |       |                                                                              |      |        |    |  |
| \| \| \| \| 1. \| 2. \| 3. \| \| \| -- \| \| ---------------------------------------------------------------------------- \| ---- \| --- \| -- \| \| \| 1. \| \| Andrea Kochová-Benvenutová Nazari Urbinová \| 6 2 \| 6 3 \| \| \| \| 2. \| \| Camila Silvaová Ximena Hermosová \| 6 78 \| 4 6 \| \| \| \| 3. \| \| Andrea Kochová-Benvenutová / Camila Silvaová Lalia Abdalová / Nadia Abdalová \| 6 3 \| 6 3 \| \| \| \| \| \| \| \| \| \| \| \| \| \| \| \| \| \| \| \| \| \| \| \| \| \| \| \| \| \| \| \| \| \| \| \| \| \| \| \| \| \| \| |       |                                                                              |      |        |    |  |
| |       |                                                                              | 1.   | 2.     | 3. |  |
| 1. |       | Andrea Kochová-Benvenutová Nazari Urbinová                                   | 6 2  | 6 3    |    |  |
| 2. |       | Camila Silvaová Ximena Hermosová                                             | 6 78 | 4 6    |    |  |
| 3. |       | Andrea Kochová-Benvenutová / Camila Silvaová Lalia Abdalová / Nadia Abdalová | 6 3  | 6 3    |    |  |
| |       |                                                                              |      |        |    |  |
| |       |                                                                              |      |        |    |  |
| |       |                                                                              |      |        |    |  |
| |       |                                                                              |      |        |    |  |
| |       |                                                                              |      |        |    |  |